# Acrostalagmus luteoalbus
Acrostalagmus luteoalbus är en svampart som först beskrevs av Heinrich Friedrich Link, och fick sitt nu gällande namn av Zare, W. Gams & Schroers 2004. Acrostalagmus luteoalbus ingår i släktet Acrostalagmus och familjen Hypocreaceae.   Inga underarter finns listade i Catalogue of Life.